# Ford Excursion
Ford Excursion — полноразмерный SUV американской автомобильной корпорации Ford Motor Company, выпускавшийся с 1999 по 2005 год. Официально считается самым крупным вседорожником Ford . С технической точки зрения Ford Excursion новинкой не является — он основан на раме одного из самых крупных пикапов мира Ford F-250/350 Super Duty. От него же Excursion получил переднюю часть кузова, светотехнику, подвеску и рулевое управление.

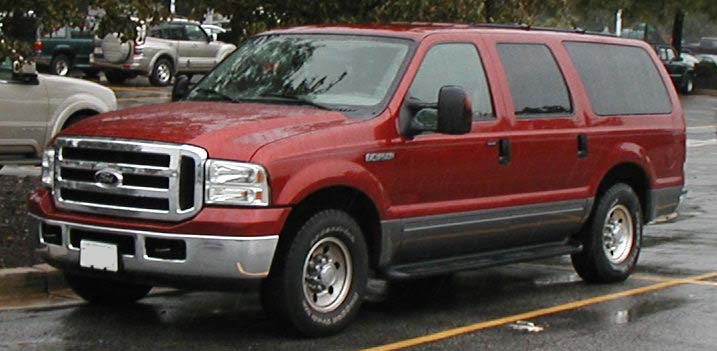
2005 Ford Excursion

На Ford Excursion установлена так называемая дополнительная страховая и защитная система — «BlockerBeam», которая скрывается под нижней кромкой переднего бампера. При столкновении этот силовой трубчатый агрегат деформируется и гасит удар, не давая машине «уехать» под внедорожник (что грозило бы смертельной опасностью её седокам). Аналогичную задачу выполняет огромное буксировочное приспособление под задним бампером. Рама трехсекционная, лонжеронная, несущая и сварная лестничного типа, на неё крепится стальной кузов. Передняя и задняя подвеска зависимая, на продольных рессорах. Мосты неразрезные. Согласно американскому законодательству, «Excursion» относится к классу средних грузовиков.
Из-за невысокого покупательского спроса производство данной модели в Луисвилле было прекращено 1 октября 2005 года . В модельном ряду Ford самым крупным внедорожником стал Ford Expedition, а в 2007 году компания выпустила удлинённую версию — Ford Expedition EL/MAX.

## Продажи вСеверной Америке
| Календарный год | общие продажи |
| --------------- | ------------- |
| 1999            | 18,315        |
| 2000            | 50,786        |
| 2001            | 34,710        |
| 2002            | 29,042        |
| 2003            | 26,259        |
| 2004            | 20,010        |
| 2005            | 16,283        |